# Graptacme takakoae
Graptacme takakoae is een Scaphopodasoort uit de familie van de Dentaliidae. De wetenschappelijke naam van de soort is voor het eerst geldig gepubliceerd in 1999 door Tsuchida & Tachi.